# Uliobythus terpsichore
Uliobythus terpsichore  (лат.) — ископаемый вид мелких архаичных ос из семейства Scolebythidae из отложений мелового периода, ливанский янтарь. Единственный вид рода Uliobythus.

## Распространение
Ливан

## Описание
Мелкие тёмно-коричневые осы длиной 1,4 мм, переднее крыло около 1 мм. Голова округлая. Название вида дано в честь музы танцев Терпсихоры, благодаря хорошей сохранности голотипа.